# Michael Schjønberg
Michael Schjønberg-Christensen (* 19. Januar 1967 in Esbjerg) ist ein ehemaliger dänischer Fußballspieler und derzeitiger -trainer.

## Karriere als Spieler

### Verein
Schjønberg begann in seiner Heimatstadt Esbjerg mit dem Fußballspielen. Nach seinem Wechsel von SGI Esbjerg zu Esbjerg fB spielte er von 1987 bis 1990 vier Saisons in der 2. Division. Anschließend wechselte er in die deutsche 2. Bundesliga zu Hannover 96, mit dem er den DFB-Pokal 1991/92 gewinnen konnte. 1994 kehrte Schjønberg in seine dänische Heimat zurück und unterschrieb beim Erstligisten Odense BK. Dort kam er in der Saison 1993/94 noch sieben Mal zum Einsatz und qualifizierte sich mit dem Verein für den UEFA-Pokal 1994/95, in dem Odense BK erst im Viertelfinale ausschied. Nachdem er im August 1996 für Odense BK noch in der Qualifikationsrunde zum UEFA-Pokal 1996/97 gegen Sliema Wanderers zum Einsatz gekommen war, spielte er ab September 1996 für den 1. FC Kaiserslautern in der deutschen 2. Bundesliga. Mit diesem stieg er 1997 wieder in die Bundesliga auf und wurde ein Jahr später Deutscher Meister. Schjønbergs 1:0-Siegtreffer am ersten Spieltag gegen den FC Bayern München war sein erstes Tor in der Bundesliga.
Einen spektakulären Auftritt hatte Schjønberg am 33. Spieltag in der Saison 1999/2000 im Spiel Kaiserslautern gegen den SC Freiburg: Bereits nach 30 Minuten musste Trainer Otto Rehhagel den verletzten Stammtorhüter Georg Koch durch Uwe Gospodarek ersetzen. Schon in der Halbzeitpause fiel jedoch auch Gospodarek verletzungsbedingt aus. Noch in der Kabine übergab er sein Trikot an Schjønberg, der nunmehr als Torwart in der 59. Minute das Freiburger 2:1 durch Lewan Kobiaschwili kassierte, ansonsten aber fehlerfrei spielte. Seine Leistung krönte er mit einem gehaltenen Strafstoß, geschossen von Aleksandre Iaschwili in der 84. Minute.
In der Saison 1998/99 verletzte sich Schjønberg schwer. Nach einem Zusammenprall mit dem Torhüter des VfL Bochum, Thomas Ernst, brach er sich das Schien- und Wadenbein. Aufgrund dieser Verletzung und wegen akuter Kniebeschwerden beendete er in der Saison 2000/01 seine Fußballkarriere frühzeitig.

### Nationalmannschaft
Sein erstes Länderspiel für die Nationalmannschaft Dänemarks machte Schjønberg am 8. Januar 1995 beim Gruppenspiel des König-Fahd-Pokals gegen Saudi-Arabien. Insgesamt machte Schjønberg 44 Länderspiele und erzielte drei Tore. Er nahm an den Europameisterschaften 1996 in England und 2000 in Belgien und den Niederlanden teil sowie 1998 an der WM in Frankreich. Das letzte Gruppenspiel gegen Tschechien während der EM 2000 am 21. Juni 2000, das 0:2 verloren ging, war Schjønbergs letzter Länderspieleinsatz.

## Stationen nach der Aktivkarriere
Schjønberg wechselte nach seinem Abschied als aktiver Fußballer ins Trainergeschäft. Nach einer Saison als Jugendtrainer beim 1. FC Kaiserslautern ging er vorübergehend in sein Heimatland und übernahm zusammen mit Allan Nielsen das Traineramt bei Herfølge BK. Ab November 2005 arbeitete er als Assistent an der Seite von Peter Neururer bei Hannover 96. Nach dessen Rücktritt Ende August 2006 war Schjønberg für ein Spiel im DFB-Pokal gegen Dynamo Dresden für die erste Mannschaft verantwortlich. Er übernahm dann aber die zweite Elf von Hannover 96 in der Oberliga, nachdem Dieter Hecking als Nachfolger von Peter Neururer verpflichtet worden war.
Im April 2007 kehrte Schjønberg als Sportdirektor zum 1. FC Kaiserslautern zurück. Nach schlechten Leistungen des Zweitligisten wurde Klaus Toppmöller im November 2007 in den Aufsichtsrat des Vereins aufgenommen und mit weitreichenden Kompetenzen in der sportlichen Leitung ausgestattet. Daraufhin trat Schjønberg zurück. Die nächste Station führte Schjønberg wieder nach Dänemark: Bei Slagelse B&I, der sich zum späteren Zeitpunkt in FC Vestsjælland umbenannte, war er ab Februar 2008 zunächst Sportdirektor, ab April 2009 auch Trainer. In den letzten Spielen der Saison 2008/09 schaffte die Mannschaft den Aufstieg aus der dritthöchsten in die zweithöchste dänische Liga. Am Ende der Saison 2010/11 wurde Schjønberg in Slagelse entlassen. Im Januar 2013 wurde er beim norwegischen Erstligisten Vålerenga Oslo Assistent von Trainer Kjetil Rekdal, mit dem er beim 1. FC Kaiserslautern gearbeitet hatte. Im November 2014 wurde Schjønberg als neuer Cheftrainer des norwegischen Vereins Nest Sotra vorgestellt. Zur Saison 2016/17 ging er in sein Heimatland zurück und wurde Trainer beim FC Svendborg. Da der Verein in wirtschaftliche Not geriet, beendete Svendborg im Dezember 2016 die Zusammenarbeit. Anschließend war er Jugendtrainer im dänischen Assens, im Sommer 2018 trat er das Traineramt beim Aarup Boldklub ebenfalls in Dänemark an. Diesen Posten hatte er bis zum 16. Dezember 2020 inne und wurde dann Cheftrainer bei Vendsyssel FF. Dort trat er im Sommer 2021 zurück. Im Januar 2022 übernahm Schjønberg den Trainerposten auf den Färöer-Inseln bei 07 Vestur. Diesen Posten bekleidete er, bis er im Sommer 2023 zurücktrat, um nach Dänemark zurückzukehren. Wenige Tage nach seinem Rücktritt wurde er neuer Trainer des Frauenteams von Aarhus GF.

## Erfolge und Titel

### Mit den Vereinen
- DFB-Pokal: Sieger 1992
- Deutsche Meisterschaft: Meister 1998

### Nationalmannschaft
- König-Fahd-Pokal: Sieger 1995